# アミ (甲殻類)
アミ（糠蝦、醤蝦）は、軟甲綱 真軟甲亜綱 フクロエビ上目 アミ目 Mysidaに属する小型甲殻類。広義には、ロフォガスター目 Lophogastrida をも含む。

## 形態
体は頭胸部・腹部・尾部に分かれる。頭部には発達した2対の触角と、可動の柄の先についた眼を持つ。また、尾部の先端は扇状に発達し、全体としてエビ類に酷似した外見であるが、アキアミのような小型のエビ類やオキアミとは分類学上異なるグループに属する。一般には「イサザ」「イサダ」とも呼ばれる。ただし、この呼び名も、例えばツノナシオキアミのようなオキアミ類などに使われる場合があるので注意を要する。体長は最小種で2mm程度、最大種であるロフォガスター目のオオベニアミ Gnathophausia ingens では35mmを超える。一般には5mm程度から30mm前後までの小型の種がほとんどである。

エビ類と異なり、胸肢の先がはさみ状にならない。背甲は胸部前体を覆うが、背側との癒合は第三胸節までである。雌は腹部に育房を持つ。また、アミ目では、尾肢内肢に一対の「平衡胞」と呼ばれる球状の器官を持つことで、他のグループと容易に識別できる。ロフォガスター目では平衡胞を欠く。

## 生態

### 生息場所
大部分が海産で、アミ目の一部が汽水域や湖沼にも棲息し、イサザアミ Neomysis intermedia のように、かなり塩分の低い環境にも適応した種や純淡水産の種も存在する。ただし湖沼への出現は海跡湖に限られる。アミ目全体として見た場合の分布は赤道から極地までの広い範囲に及ぶが、個々の種については、極めて分布域の狭いものも見られる。
ロフォガスター目は中層遊泳性で、大部分の種が200m以深の深い海に生息する。アミ目のレピドミシス科およびスティギオミシス科は海底の洞窟などを生息場所とし、ペタロフタルムス科は深海性である。以上のグループは一般の目に触れる機会は少ない。
アミ科に属する種は、深海性のボレオミシス亜科を除いてほとんどが沿岸の浅い海に生息し、汽水域や海跡湖にも広く分布する。このため人の目に触れる機会が多く、一般に「アミ」といえばこの仲間を指す。大部分の種は海底付近を生息場所とするベントスであるが、底を離れてかなり活発な遊泳も行う種が多く、「近底層プランクトン」という扱いを受けることもある。ただしその場合も、通常は底質と何らかの関わりを持つ。海底との関係は種によって異なり、砂底の表面に止まる種、海草上に付着する種、波打ち際で砂に潜る種など様々なタイプが存在する。

### 食性
比較的研究が進んでいるアミ科では、植物プランクトンや、大型の海生植物の表面に付着する珪藻、有機物が分解してできたデトリタスなどを利用する種が多い。このほか、ゾウリムシなどの原生動物やワムシ類、陸上から流入する植物の花粉なども餌となる。

### 繁殖
雌雄異体である。アミ亜目では、幼生は雌の育房の中で親とほぼ同じ姿になるまで成長してから環境中に放出される。これにちなんで英語ではアミのことを「オポッサムシュリンプopossum shrimp」とも呼ぶ。1度に生まれる子供の数は甲殻類としては少ない方で、例えば霞ヶ浦のイサザアミでは50個体未満という調査結果がある。親は繁殖後もそのまま生き残り、生涯に数回にわたって繁殖を行う。

### 生態系の中での役割
アミ科の種は、砂浜や藻場・干潟などに非常な高密度で分布することがあり、生態系の中で大きな役割を果たす。魚類や鳥類などの餌としても重要で、例えば、稚魚期のヒラメはアミを主な餌としており、環境中のアミの量によって成長が異なることが知られている。
沿岸浅海の食物連鎖においては、生食連鎖では、植物プランクトンなど生産者の光合成のエネルギーをより上位の消費者に渡す役割を果たす。また腐食連鎖では、枯死した海草や大型藻類、陸地から流入する有機物などに由来するデトリタスのエネルギーを食物連鎖の中に取り込む役割を果たす。

## 分類
かつては外部形態の共通点から、オキアミと共に「裂脚類 Schizopoda」というグループに入れられていた。しかし現在ではこの分類法は誤りとされ、同じフクロエビ上目に属するヨコエビ類やクーマ目、ワラジムシ目などが近縁となる。
アミ目は現在までに全世界でおよそ1,000種が知られ、そのうち200種ほどが日本周辺に生息すると言われる。ただし、今後さらに新種が発見されることにより、種数が大きく増える可能性が高い。アミ目の亜科までの分類は以下の通り。
- ロフォガスター亜目 Lophogastrida：独立した目に分類すべきとの意見もある。
  - ロフォガスター科 Lophogastridae
  - （オオベニアミ科 Gnathophausiidae：ロフォガスター科に含めることもある。）
  - ユーコピア科 Eucopiidae
- アミ亜目 Mysida
  - ペタロフタルムス科 Petalophthalmidae
  - アミ科 Mysidae
    - ボレオミシス亜科 Boreomysinae：全て深海性
    - シリエラ亜科 Siriellinae
    - セダシアミ亜科 Rhopalophthalminae
    - ガストロサックス亜科 Gastrosaccinae
    - アミ亜科 Mysinae
    - ミシデラ亜科 Mysidellinae

  - レピドミシス科 Lepidopidae
  - スティギオミシス科 Stygiomysidae

## 人間との関わり
曳網などで漁獲されるが、全体的に漁業としての規模は小さい。日本では主に三陸沖で早春に行なわれるツノナシオキアミ(イサダ)漁や霞ヶ浦でのイサザアミ漁業が有名。このほか有明海や厚岸湖、能取湖などでも漁獲される。
利用上、アキアミのような小型のエビ類やオキアミと区別されない場合がある。
- 食用としては佃煮・塩辛・煮干しなどにも加工されるが、煮干し(干しアミ)以外はそれほど一般的ではない。干しアミはお好み焼き、かき揚げ、サラダなどの料理や、製菓材料として利用される。
- 塩辛はご飯のおかずや酒肴として食べるほか、エビ類であるアキアミの塩辛と同様に朝鮮料理のキムチの調味材料としても利用される。
- 食用以外では養殖魚などの飼料や釣り餌などに利用される。特に、観賞魚の飼育や水族館では重要な生き餌であり、高価に取引される。肥料などにされることもある。
- 毒物や水の汚染に弱いことから、指標生物や実験動物として注目されている。